# 1941的聖誕
《1941的聖誕》（英語：Christmas at the Royal Hotel）是一部於2018年上映的香港歷史劇情片，由美籍導演克雷格·麥考瑞（Craig McCourry）自編自導。該片的背景設定在1941年，講述二戰期間「香港保衛戰」的故事，於2018年8月27日、9月12日和9月26日在香港電影資料館電影院播映。据香港電檢部門发放的審查證書，該片在香港僅能放映英文版，且不能配上中文字幕。此舉引發了爭論。電檢部門的理由是片方並未將附有字幕的版本送審。

## 劇情
該片設定在1941年，講述二戰期間「香港保衛戰」時一位加拿大軍人、一位酒店女工與一位女記者的故事。

## 製作

### 籌拍與編劇
《1941的聖誕》由美籍導演克雷格·麥考瑞（Craig McCourry）執導。麥考瑞有拍過許多部獨立紀錄片的經驗，曾住過香港的他，覺得香港有空間拍一部二戰題材的電影。在2016年的聖誕節期間，麥考瑞前往佐敦道的聖安德烈堂參與聖誕崇拜時突然興起將香港保衛戰拍成電影的念頭。麥考瑞的妻子麥欣恩出任該片的製片人。最初，該片的三位主人翁分別是一位加拿大軍人、一位酒店女工與一位妓女。麥考瑞之所以會選擇加拿大軍人當主角，是因為他發現香港保衛戰當時各國的軍人中就屬加拿大的最慘。另外，在麥欣恩的建議下，麥考瑞將妓女改成女記者。麥考瑞表示，「她覺得如果用妓女一角，需要在劇情上一併處理可能引起的成見。她問我為何不改成女記者，或可把故事帶得更遠」。片中的語言多為英語，麥欣恩說，此舉是希望能增加西方市場的接受度。

### 拍攝
麥考瑞靠社交軟體Facebook找齊所有演員和班底，對此他說「原來Facebook在香港這麼厲害，能連結全部港人」。勘景時，麥考瑞發現，現代的香港實在沒剩下什麼可供拍片的古蹟，最後僅能在摩星嶺炮台的一處樓梯和石屋拍外景，其餘內景就在自己家拍。為了真實，麥考瑞打算將當時的用品——如1940年代的釘書機、墨水瓶、打字機、小風扇和手搖電話——也拍進去。他最先前往香港古董店採購，但發現店裡的東西價格高，保存狀況也不好。最後這些古董幾乎都是從美國買來的，價格較划算，保存狀況也佳。該片共花了麥考瑞100萬美元左右的私蓄。

## 上映與爭議
該片於2018年8月27日、9月12日和9月26日在香港電影資料館電影院以4K解析度播映。導演麥考瑞表示，「這部片的香港審查證書只允許該片在香港進行英語放映，且不能配上中文字幕」。他說，中文字幕早已製作完成，但及後被香港電檢部門告知，不能在片中加入任何字幕。制片人麥欣恩質疑條例不清晰，扼殺文化工業的發展。字幕被禁一事在網路上也引發爭論。不過，電檢部門表示，當初獲准播映的版本並未附有字幕，若要播放附有字幕的版本需先送審。

## 外部連結
- 官方网站
- 互联网电影数据库（IMDb）上《1941的聖誕》的资料（英文）
- 豆瓣电影上《1941的聖誕》的資料 （简体中文）